# 일본 프로 야구
일본 프로 야구(일본어: 日本プロ野球, Nihon Professional Baseball; NPB)는 일본 야구 기구(NPB) 산하의 센트럴 리그와 퍼시픽 리그의 양대 리그 12개 구단, 독립 리그로 이루어진 일본 내의 프로 야구 리그를 가리킨다.

## 프로 야구단
2010년 현재 구단이다. 과거에 존재한 구단에 대해서는 센트럴 리그, 퍼시픽 리그 참조.

### 일본 프로 야구 (NPB)
- 「수용 인원수」：일본의 소방법 상의 정원, 또는 프로 야구 개최시의 정원.
- 「평균 관객수」：본거지 홈 경기의 1경기 평균 관객수(2010년). 클라이맥스 시리즈, 일본 시리즈의 관객 수는 포함하지 않고 집계 방법은 구단마다 다르다.
- 「평균 점유율」：본거지 홈 경기의 1경기 평균 수용 관객수 대비 수용 인원수의 비율.
- 보호 지역은 원칙 1구단에 1도도부현(都道府県)에 한정하고 있다. 다만 오릭스와 긴테쓰와의 합병 때문에 잠정 조치로 2005년부터 2007년도까지의 3년간에 한해서는 한신과 오릭스에게 각 2부현(오사카부·효고현)의 보호 지역이 인정되고 있었다.

#### 센트럴 리그
| 구단명                                                                 | 연고지                | 홈 구장                                                                                 | 수용 인원수 | 평균 관객수 | 사진 |
| ---------------------------------------------------------------------- | --------------------- | --------------------------------------------------------------------------------------- | ----------- | ----------- | ---- |
| 요미우리 자이언츠 読売ジャイアンツ (Yomiuri Giants)                    | 도쿄도 (東京都)       | 도쿄 돔 (東京ドーム) (분쿄구[文京区])                                                   | 45,000명    | 41,203명    |      |
| 도쿄 야쿠르트 스왈로스 東京ヤクルトスワローズ (Tokyo Yakult Swallows)  | 도쿄도 (東京都)       | 메이지 진구 야구장 (明治神宮野球場) (신주쿠구[新宿区])                                  | 35,650명    | 18,513명    |      |
| 요코하마 DeNA 베이스타스 横浜DeNAベイスターズ (Yokohama DeNA BayStars) | 가나가와현 (神奈川県) | 요코하마 스타디움 (横浜スタジアム) (요코하마시[横浜市])                                 | 30,730명    | 16,800명    |      |
| 주니치 드래건스 中日ドラゴンズ (Chunichi Dragons)                      | 아이치현 (愛知県)     | 나고야 돔 (ナゴヤドーム) (나고야시[名古屋市])                                           | 38,414명    | 30,460명    |      |
| 한신 타이거스 阪神タイガース (Hanshin Tigers)                          | 효고현 (兵庫県)       | 한신 고시엔 구장 (阪神甲子園球場) (니시노미야시[西宮市])                                | 47,808명    | 41,745명    |      |
| 히로시마 도요 카프 広島東洋カープ (Hiroshima Toyo Carp)                | 히로시마현 (広島県)   | MAZDA Zoom-Zoom 스타디움 히로시마 (MAZDA Zoom-Zoom スタジアム広島) (히로시마시[広島市]) | 33,000명    | 22,224명    |      |

#### 퍼시픽 리그
| 구단명                                                                               | 연고지              | 홈 구장                                                                 | 수용 인원수 | 평균 관객수 | 사진 |
| ------------------------------------------------------------------------------------ | ------------------- | ----------------------------------------------------------------------- | ----------- | ----------- | ---- |
| 홋카이도 닛폰햄 파이터스 北海道日本ハムファイターズ (Hokkaido Nippon-Ham Fighters)   | 홋카이도 (北海道)   | 삿포로 돔 (札幌ドーム) (삿포로시[札幌市])                               | 40,572명    | 27,027명    |      |
| 도호쿠 라쿠텐 골든이글스 東北楽天ゴールデンイーグルス (Tohoku Rakuten Golden Eagles) | 미야기현 (宮城県)   | 라쿠텐 Kobo 스타디움 미야기 (楽天Koboスタジアム宮城) (센다이시[仙台市]) | 22,187명    | 15,856명    |      |
| 사이타마 세이부 라이온스 埼玉西武ライオンズ (Saitama Seibu Lions)                    | 사이타마현 (埼玉県) | 메트라이프 돔 (メットライフドーム) (도코로자와시[所沢市])               | 33,921명    | 22,101명    |      |
| 지바 롯데 마린스 千葉ロッテマリーンズ (Chiba Lotte Marines)                          | 지바현 (千葉県)     | ZOZO 마린 스타디움 (ZOZOマリンスタジアム) (지바시[千葉市])              | 30,011명    | 21,474명    |      |
| 오릭스 버펄로스 オリックス・バファローズ (Orix Buffaloes)                            | 오사카부 (大阪府)   | 교세라 돔 오사카 (京セラドーム大阪) (오사카시[大阪市])                  | 36,477명    | 20,049명    |      |
| 후쿠오카 소프트뱅크 호크스 福岡ソフトバンクホークス (Fukuoka SoftBank Hawks)         | 후쿠오카현 (福岡県) | 후쿠오카 PayPay돔 (福岡PayPayドーム) (후쿠오카시[福岡市])               | 35,773명    | 30,062명    |      |

### 홈 게임 개최지
- 2010년도 홈 게임 수는 72경기.
- 구단과 본거지 구장의 생략 명칭은 NPB공식·통칭 및 약칭.
- 구단명의 1문자 / 2문자 생략 표기는 NHK 및 스포츠 신문에서 자주 사용하는 표기.

| 구단명                       | 본거지 개최       | 본거지 개최 | 지방 개최              | 지방 개최         | 지방 개최    | 지방 개최                                  | 지방 개최     |
| 구단명                       | 전용 구장         | 경기 수     | 지방 개최 합계 경기 수 | 지방              | 도시         | 구장                                       | 구장별 경기수 |
| ---------------------------- | ----------------- | ----------- | ---------------------- | ----------------- | ------------ | ------------------------------------------ | ------------- |
| 요미우리 (巨)(巨人)          | 도쿄 돔           | 63          | 9                      | 도호쿠            | 이와키시     | 이와키 그린 스타디움                       | 1             |
| 요미우리 (巨)(巨人)          | 도쿄 돔           | 63          | 9                      | 간토              | 히타치나카시 | 히타치나카 시민 구장                       | 1             |
| 요미우리 (巨)(巨人)          | 도쿄 돔           | 63          | 9                      | 고신에쓰          | 니가타현     | 하드 오프 에코 스타디움 니가타             | 1             |
| 요미우리 (巨)(巨人)          | 도쿄 돔           | 63          | 9                      | 고신에쓰          | 나가노시     | 나가노 올림픽 스타디움                     | 1             |
| 요미우리 (巨)(巨人)          | 도쿄 돔           | 63          | 9                      | 주부              | 기후시       | 나가라가와 구장                            | 1             |
| 요미우리 (巨)(巨人)          | 도쿄 돔           | 63          | 9                      | 호쿠리쿠          | 가나자와시   | 이시카와 현립 야구장                       | 1             |
| 요미우리 (巨)(巨人)          | 도쿄 돔           | 63          | 9                      | 호쿠리쿠          | 도야마시     | 도야마 시민구장 알펜 스타디움              | 1             |
| 요미우리 (巨)(巨人)          | 도쿄 돔           | 63          | 9                      | 간사이            | 오사카시     | 교세라 돔 오사카                           | 1             |
| 요미우리 (巨)(巨人)          | 도쿄 돔           | 63          | 9                      | 간사이            | 교토시       | 와카사 스타디움 교토                       | 1             |
| 도쿄 야쿠르트 (ヤ)(燕)       | 진구 구장         | 66          | 6                      | 도호쿠            | 아키타시     | 고마치 스타디움                            | 2             |
| 도쿄 야쿠르트 (ヤ)(燕)       | 진구 구장         | 66          | 6                      | 도호쿠            | 고리야마시   | 고리야마 종합 운동장 가이세이잔야마 야구장 | 1             |
| 도쿄 야쿠르트 (ヤ)(燕)       | 진구 구장         | 66          | 6                      | 도호쿠            | 이와키시     | 이와키 그린 스타디움                       | 1             |
| 도쿄 야쿠르트 (ヤ)(燕)       | 진구 구장         | 66          | 6                      | 시코쿠            | 마쓰야마시   | 마쓰야마 중앙 공원 야구장                  | 2             |
| 요코하마 DeNA (横)(星)       | 요코하마 스타디움 | 64          | 8                      | 간토 (가나가와현) | 히라쓰카시   | 히라쓰카 구장                              | 1             |
| 요코하마 DeNA (横)(星)       | 요코하마 스타디움 | 64          | 8                      | 간토 (가나가와현) | 사가미하라시 | 가나가와 현립 사가미하라 구장              | 1             |
| 요코하마 DeNA (横)(星)       | 요코하마 스타디움 | 64          | 8                      | 고신에쓰          | 니가타시     | 하드 오프 에코 스타디움 니가타             | 2             |
| 요코하마 DeNA (横)(星)       | 요코하마 스타디움 | 64          | 8                      | 고신에쓰          | 고후시       | 야마나시 현 고세 스포츠 공원 야구장        | 1             |
| 요코하마 DeNA (横)(星)       | 요코하마 스타디움 | 64          | 8                      | 고신에쓰          | 나가노시     | 나가노 올림픽 스타디움                     | 1             |
| 요코하마 DeNA (横)(星)       | 요코하마 스타디움 | 64          | 8                      | 규슈              | 나하시       | 오키나와 셀룰러 스타디움 나하              | 2             |
| 주니치 (中)(竜)              | 나고야 돔         | 67          | 5                      | 주부              | 기후시       | 나가라가와 구장                            | 1             |
| 주니치 (中)(竜)              | 나고야 돔         | 67          | 5                      | 주부              | 도요하시시   | 도요하시 시민 구장                         | 1             |
| 주니치 (中)(竜)              | 나고야 돔         | 67          | 5                      | 주부              | 하마마쓰시   | 하마마쓰 시영 구장                         | 1             |
| 주니치 (中)(竜)              | 나고야 돔         | 67          | 5                      | 호쿠리쿠          | 도야마시     | 도야마 시민구장 알펜 스타디움              | 1             |
| 주니치 (中)(竜)              | 나고야 돔         | 67          | 5                      | 호쿠리쿠          | 가나자와시   | 이시카와 현립 야구장                       | 1             |
| 한신 (神)(虎)                | 한신 고시엔 구장  | 60          | 9+3                    | 간사이            | 오사카시     | 교세라 돔 오사카                           | 9             |
| 한신 (神)(虎)                | 한신 고시엔 구장  | 60          | 9+3                    | 간사이            | 고베시       | 호토모토 필드 고베                         | 2             |
| 한신 (神)(虎)                | 한신 고시엔 구장  | 60          | 9+3                    | 주고쿠            | 구라시키시   | 머스켓 스타디움                            | 1             |
| 히로시마 (広)(鯉)            | 마쓰다 스타디움   | 68          | 4                      | 주고쿠            | 구레시       | 구레 시영 니코 야구장                      | 1             |
| 히로시마 (広)(鯉)            | 마쓰다 스타디움   | 68          | 4                      | 주고쿠            | 후쿠야마시   | 후쿠야마 시민 구장                         | 1             |
| 히로시마 (広)(鯉)            | 마쓰다 스타디움   | 68          | 4                      | 주고쿠            | 요나고시     | 요나고 시민 구장                           | 2             |
|                              |                   |             |                        |                   |              |                                            |               |
| 홋카이도 닛폰햄 (日)(闘士)   | 삿포로 돔         | 58          | 8+6                    | 간토              | 분쿄구       | 도쿄 돔                                    | 8             |
| 홋카이도 닛폰햄 (日)(闘士)   | 삿포로 돔         | 58          | 8+6                    | 홋카이도          | 아사히카와시 | 아사히카와 스타루힌 구장                   | 2             |
| 홋카이도 닛폰햄 (日)(闘士)   | 삿포로 돔         | 58          | 8+6                    | 홋카이도          | 하코다테시   | 하코다테 시 지요가다이 공원 야구장         | 2             |
| 홋카이도 닛폰햄 (日)(闘士)   | 삿포로 돔         | 58          | 8+6                    | 홋카이도          | 오비히로시   | 오비히로노 모리 구장                       | 2             |
| 도호쿠 라쿠텐 (楽)(鷲)       | Kobo스타 미야기   | 68          | 4                      | 도호쿠            | 모리오카시   | 이와테 현영 야구장                         | 1             |
| 도호쿠 라쿠텐 (楽)(鷲)       | Kobo스타 미야기   | 68          | 4                      | 도호쿠            | 아키타시     | 고마치 스타디움                            | 1             |
| 도호쿠 라쿠텐 (楽)(鷲)       | Kobo스타 미야기   | 68          | 4                      | 도호쿠            | 고리야마시   | 고리야마 종합 운동장 가이세이잔 야구장     | 1             |
| 도호쿠 라쿠텐 (楽)(鷲)       | Kobo스타 미야기   | 68          | 4                      | 간토              | 분쿄구       | 도쿄 돔                                    | 1             |
| 사이타마 세이부 (西)(獅子)   | 메트라이프 돔     | 67          | 5                      | 간토 (사이타마현) | 사이타마시   | 사이타마 현영 오미야 공원 야구장           | 3             |
| 사이타마 세이부 (西)(獅子)   | 메트라이프 돔     | 67          | 5                      | 간토 (기타칸토)   | 마에바시시   | 조모 신문 시키시마 구장                    | 1             |
| 사이타마 세이부 (西)(獅子)   | 메트라이프 돔     | 67          | 5                      | 고신에쓰          | 니가타시     | 하드 오프 에코 스타디움 니가타             | 1             |
| 지바 롯데 (ロ)(鴎)           | ZOZO 마린         | 72          | 0                      | 없음              | 없음         | 없음                                       | 없음          |
| 오릭스 (オ)(猛牛)            | 교세라 돔         | 50          | 22                     | 간사이            | 고베시       | 호토모토 필드 고베                         | 22            |
| 후쿠오카 소프트뱅크 (ソ)(鷹) | 야후오쿠! 돔      | 69          | 3                      | 규슈              | 기타큐슈시   | 기타큐슈 시민 구장                         | 2             |
| 후쿠오카 소프트뱅크 (ソ)(鷹) | 야후오쿠! 돔      | 69          | 3                      | 규슈              | 구마모토시   | 후지사키다이 현영 야구장                   | 1             |

- 「■」 : 준본거지(비공식), 야구 협약상 전용 구장과 같은 도도부현내를 제외한 지방은 권리 보호를 받을 수 없다.
- 「지방명」: 본거지가 있는 도시의 지역 밀착 외에 주변 지방에도 밀착(지방 밀착)의 경향이 있는 경우에 기재(비공식)
  - 주니치는 주니치 신문의 주요 판매지(도쿄 신문의 판매 지역은 제외)에서 개최.
  - 히로시마의 호쿠리쿠 지방 개최는 격년에 실시.
  - 요코하마는 1군 본거지 구장이 있는 요코하마시와 2군 본거지 구장이 있는 요코스카시·히라쓰카시를 중심으로, 가나가와현 전역에 지역 밀착을 진행하고 있다. 또, 요코하마 구단의 최초 본거지인 시모노세키에서 1경기 개최하는 것을 관례로 하고 있다.

### 일본 프로야구의 1년
- 자율 훈련(1월)
- 춘계 캠프(2월)
- 오픈전(시범 경기, 2월 하순 ~ 3월)
- 춘계 교육 리그(2군, 3월)
- 개막전(퍼시픽 리그 : 3월 하순, 센트럴 리그 : 3월 하순 ~ 4월 초순) ※센트럴・퍼시픽리그 동시 개막하는 해도 있다.
- 일본 생명 센트럴·퍼시픽 교류전(약칭 인터리그전, 5월 하순 ~ 6월 하순)
- 후레시 올스타 게임(2군, 舊 주니어 올스타, 7월 하순)
- 올스타 게임(7월 하순, 2008년부터 주관 스폰서는 마쓰다, 1988년 ~ 2006년에는 SANYO, 2007년은 걸리버)
- 매직 넘버 점등(6월 하순 ~ 9월)
- 행가레(정규리그 우승 결정, 9월 중순 ~ 10월 초순)
- 소화 경기(정규리그 우승 결정 ~ 클라이맥스 시리즈 개막)
- 전력외 통고(10월 1일 ~ 리그 종료 다음날과 클라이맥스 시리즈 종료 ~ 일본 시리즈 종료 직후 2번)
- 피닉스 리그(2군, 10월)
- 클라이맥스 시리즈(플레이오프 제도, 센트럴·퍼시픽 양대 리그의 플레이오프, 10월 초순 ~ 중순)
- 드래프트 회의(10월 하순)
- 일본 시리즈(아시아 시리즈 일본대표 선발전, 10월 하순 ~ 11월 초순)
- 추계 캠프(10월 하순)
- 아시아 시리즈(11월 초순 ~ 중순)
- 스토브리그(일본 시리즈 종료 ~ 내년 1월)
  - 자유계약선수(FA)(일본 시리즈 종료 후)
  - 계약 개정(일본 시리즈 종료 ~ 내년 2월)
  - 트레이드(일본 시리즈 종료 ~ 내년 6월 30일)
- 다음 시즌 일정 발표(11월 중순 ~ 12월 초순)

※어디까지나 대체적으로 이렇게 되고 있으며, 반드시 이렇게 진행되는 것은 아니다.

### 경기 개시 시각
- 경기 개시 시각은 평일은 18:00(일부 구장은 18:15). 토·일요일, 공휴일은 주최 구장에 따라 다르지만 13:00 또는 14:00(여름철에는 햇빛으로 인해 야간경기는 같지만 주간경기는 14시나 15시 이후 시간대의 개시가 많다)에 개시한다. 2009년에는 18:30에 6경기가 개시, 17:00에 4경기가 개시했다. 2010년에는 35년 만에 오키나와현 나하시의 오키나와 셀룰러 스타디움 나하에서 요코하마 대 야쿠르트의 2연전이 19:00에 개시했다. 그리고 “황혼의 주간경기” 또는 “준 야간경기”로 17:00에 개시하는 6경기가 추가되었다.
- 가을의 포스트시즌의 경기 개시시각은 센트럴 리그의 클라이맥스 시리즈가 평일과 토·일요일 모두 18:00, 퍼시픽 리그의 클라이맥스 시리즈는 평일에 18:00, 토·일요일에 13:00에 개시한다. 일본 시리즈는 센트럴 리그 주최 경기는 18:00, 퍼시픽 리그 주최 경기는 18:15 또는 18:30에 개시한다.

### 개인 타이틀
야수 6개 타이틀
- 수위 타자(타율 1위)
- 최다 홈런(홈런왕)
- 최다 타점(타점왕)
- 최다 도루(도루왕)
- 최다 안타
- 최고 출루율(출루왕)

투수 6개 타이틀
- 최우수 평균 자책점
- 최다 승리(다승왕)
- 최다 탈삼진(탈삼진왕)
- 최우수 투수
- 최다 세이브 투수(세이브왕)
- 최우수 중간 계투(중간 계투왕)

그 외의 타이틀
- 사와무라상
- 베스트 나인
- 골든 글러브상
- 최우수 선수(MVP)
- 최우수 신인(신인왕)
- 컴백상
- 최우수 배터리상
- IBM 플레이어 오브 더 이어 상
- JA전농(전국 농업협동조합 연합회) GO·GO상
- 스피드업상(센트럴 리그만 해당됨)
- 스카이 퍼펙트 커뮤니케이션! 드라마틱·사요나라상
- "조지아 혼"상

폐지된 타이틀
- 최다 출루 수
- 최다 승리 타점
- 최고 승률
- 구원투수상
- 슈터 슬러거상(최고 장타율)
- 주간 베스트 플레이어상(주간 BIS 포인트 1위 선수에게 수여, 1989년~2000년)
- JCB·MEP상(센트럴 리그만 해당됨)

### 2군 리그
- 이스턴 리그 (홋카이도 닛폰햄, 도호쿠 라쿠텐, 사이타마 세이부, 지바 롯데, 요미우리, 도쿄 야쿠르트, 요코하마)
- 웨스턴 리그 (주니치, 한신, 오릭스, 히로시마, 후쿠오카 소프트뱅크)
- 프레시 올스타게임
- 팜 일본 선수권
- 신 일본 리그
- 교육 리그

### NPB 파트너(후원 업체)
- ENEOS(일본 국가 대표팀 공식 후원)
- 일본 생명 보험(인터 리그, 월간 MVP 후원)
- 마쓰다(2008년부터 올스타전 후원)
- 일본 코카콜라(2010부터 캔커피 "조지아"브랜드로 후원)

이전
- 코나미(2007년까지 아시아 시리즈 후원)
- 산요 전기(1988~2006년 올스타전 후원)
- 걸리버 인터내셔널 (2007년 올스타전 후원)

## 독립 리그
2004년에 발생한 "프로 야구 재편 문제"와 시코쿠 아일랜드 리그(현재의 시코쿠 규슈 아일랜드 리그)의 탄생 영향이 일어나면서 전국에 '독립 리그 구상' 열풍이 불어왔다. 그 후에 베이스볼 챌린지 리그처럼 실현된 리그가 있는 반면에 자금문제 같은 문제들로 실현되지 못한 리그들도 있다.
리그 소속 선수는 지금까지 사회인, 아마추어 등의 대우를 받아 왔었다. 그러나, 2009년에 일본 야구 연맹의 선수 등록 규약 개정으로 NPB와 같이 프로선수로서 대우받게되었지만. NPB의 드래프트 지명대상 대우는 이전과 같다.
독립리그 선수들도 NPB와 같이 프로계약으로 구단으로부터 연봉을 받고 있지만, 액수는 NPB와 비교시 적다. 그래서 오프 시즌에 부업을 인정하는 리그도 있다.

### 시코쿠 아일랜드 리그 플러스
시코쿠 아일랜드 리그 플러스(四国・九州アイランドリーグplus)는 5개 구단에 의해 구성된다.
2004년의 창설 최초의 명칭은 "시코쿠 아일랜드 리그"였다. 시코쿠 지방 4개 현에서 각 1개 구단이 가입해 2005년 시즌을 개최했다. 2007년 12월 후쿠오카 나가사키의 규슈지방의 2개 구단이 신규가입 함에 따라 "시코쿠 규슈 아일랜드 리그"라는 명칭으로 개칭했다.따라서 2008년부터 2009년까지 6개 구단으로 공식경기를 치렀다. 후쿠오카 레드 워블러스는 경영난으로 2009년부터 리그 참가를 중지해서 2010년에 5개 구단으로 개최했고 후쿠오카의 사무소는 남아있어서 "준가입 구단"으로 2011년 시즌의 복귀를 목표한다고 했으나 2010년 10월 익년 시즌 복귀를 보류한다고 발표한 바있다. 그리고 나가사키 세인트는 2010년 시즌으로 해산이 정해졌다. 2011년 시즌부터 중지된 재팬 퓨처 베이스볼 리그에서 혼슈의 미에 스리 애로스가 가입했다. 이에 따라 리그 명칭 변경이 다시 협의되어,2011년 1월 27일 시코쿠 아일랜드 리그 플러스로 이름을 변경했다.
- 에히메 만다린 파이렛츠
- 가가와 올리브 가이너스
- 고치 파이팅 독스
- 도쿠시마 인디고 삭스
- 미에 스리 에로우스

### 베이스볼 챌린지 리그
베이스볼 챌린지 리그(ベースボール・チャレンジ・リーグ, 약칭 BC 리그)는 이하 6개 구단에 의해 구성된다.
2006년 창설 당시 명칭은 "호쿠신에쓰 베이스볼 챌린지 리그(北信越ベースボール・チャレンジ・リーグ)"에서 니가타・시나노・토야마・이시카와의 4개 구단이 가입해서 2007년부터 시즌을 개최했다. 2007년 11월 군마・후쿠이의 2개 구단이 가입함에 따라 현재의 명칭으로 개칭했다. 2008년 시즌부터 6개 구단(2지구제)로 공식경기를 치르고 있다.
- 니가타 알비렉스 베이스볼 클럽(新潟アルビレックス・ベースボール・クラブ)
- 시나노 그랜드세로우스(信濃グランセローズ)
- 군마 다이아몬드 페가수스(群馬ダイヤモンドペガサス)
- 도야마 선더버즈(富山サンダーバーズ)
- 이시카와 밀리온 스타스(石川ミリオンスターズ)
- 후쿠이 미라클 엘리펀츠(福井ミラクルエレファンツ)

### 간사이 독립 리그
간사이 독립 리그(関西独立リーグ)는 이하 4개 구단으로 구성된다.
2009년 시즌부터 개최했다. 오사카 엑스포 세븐티스(大阪エキスポセブンティーズ)와 미에 스리 에로우스가 가입할 예정이었지만, 모두 독자 리그를 결성할 방침으로 변경했다. 원년에 참가한 오사카 골드 빌리케인즈(大阪ゴールドビリケーンズ)는 2009년 시즌 종료 후 탈퇴해서 2010년 시즌부터 한국 선수들이 만든 간코쿠 해치(韓国ヘチ, 구 코리아 해치)가 가입했다. 2011년부터는 오사카 호크스 드림(大阪ホークスドリーム)이 가입하는 것으로 정해져 있다.
- 고베 나인 크루즈(神戸9クルーズ)
- 아카시 레드 솔저스(明石レッドソルジャーズ)
- 기슈 레인저스(紀州レンジャーズ)
- 간코쿠 해치(韓国ヘチ)

### 재팬 퓨처 베이스볼 리그
재팬 퓨처 베이스볼 리그는 이하 2개 구단으로 구성된다.
2010년 시즌부터 개최했다. "미에 스리 에로우스"는 당초에 간사이 독립 리그에 가입할 예정이었지만, 간사이 독립 리그의 기존구단과의 선수급여 수준이나 리그운영 방침과 관련해서 의견과 이념이 다르다고 여겨서 2009년 10월 간사이 독립 리그에서 탈퇴하고 독자 리그를 결성하게 되었다. 10월 13일에 새 리그의 명칭을 "재팬 퓨처 리그"로 발표했고 동년 12월 1일에 "재팬 퓨처 베이스볼 리그"로 개칭했다. 그리고 "오사카 골든 빌리케인즈"도 2009년 10월에 간사이 독립 리그에서 탈퇴해서 재팬 퓨처 베이스볼 리그에 참가하겠다고 발표했다.
2010년 시코쿠 규슈 아일랜드 리그와 교류전을 추가해서 리그를 펼쳤다. 하지만 오사카 골든 빌리케인즈 선수의 불상사로 인해 스폰서가 철회하는 등 경영문제가 생겨서 2010년 9월에 2011년 리그를 쉬기로 결정했다.
- 미에 스리 에로우스(三重スリーアローズ)
- 오사카 골든 빌리케인즈(大阪ゴールドビリケーンズ)

## NPB 은퇴 선수들의 프로 야구 리그
NPB에서 현역을 은퇴한 선수들로 구성된 리그로, 프로 야구 마스터스 리그(プロ野球マスターズリーグ)는 이하 5개 구단으로 구성된다.
2001년(2001-2002년 시즌)부터 NPB에서 은퇴한 선수들로 개최되었다. 주로 프로 야구 정규 시즌이 열리지 않는 동절기에 리그 전을 개최하고 있었지만, 2008-2009년 시즌의 리그전은 열리지 않았고(이후 올스타전만 개최). 2010-2011년 시즌부터의 리그전 재개를 목표로 하고 있다.
- 삿포로 앰비셔스(札幌アンビシャス)
- 도쿄 드림스(東京ドリームス)
- 나고야 80D'sers(名古屋80D'sers)
- 오사카 로만스(大阪ロマンズ)
- 후쿠오카 돈타크스(福岡ドンタクズ)

## 역사

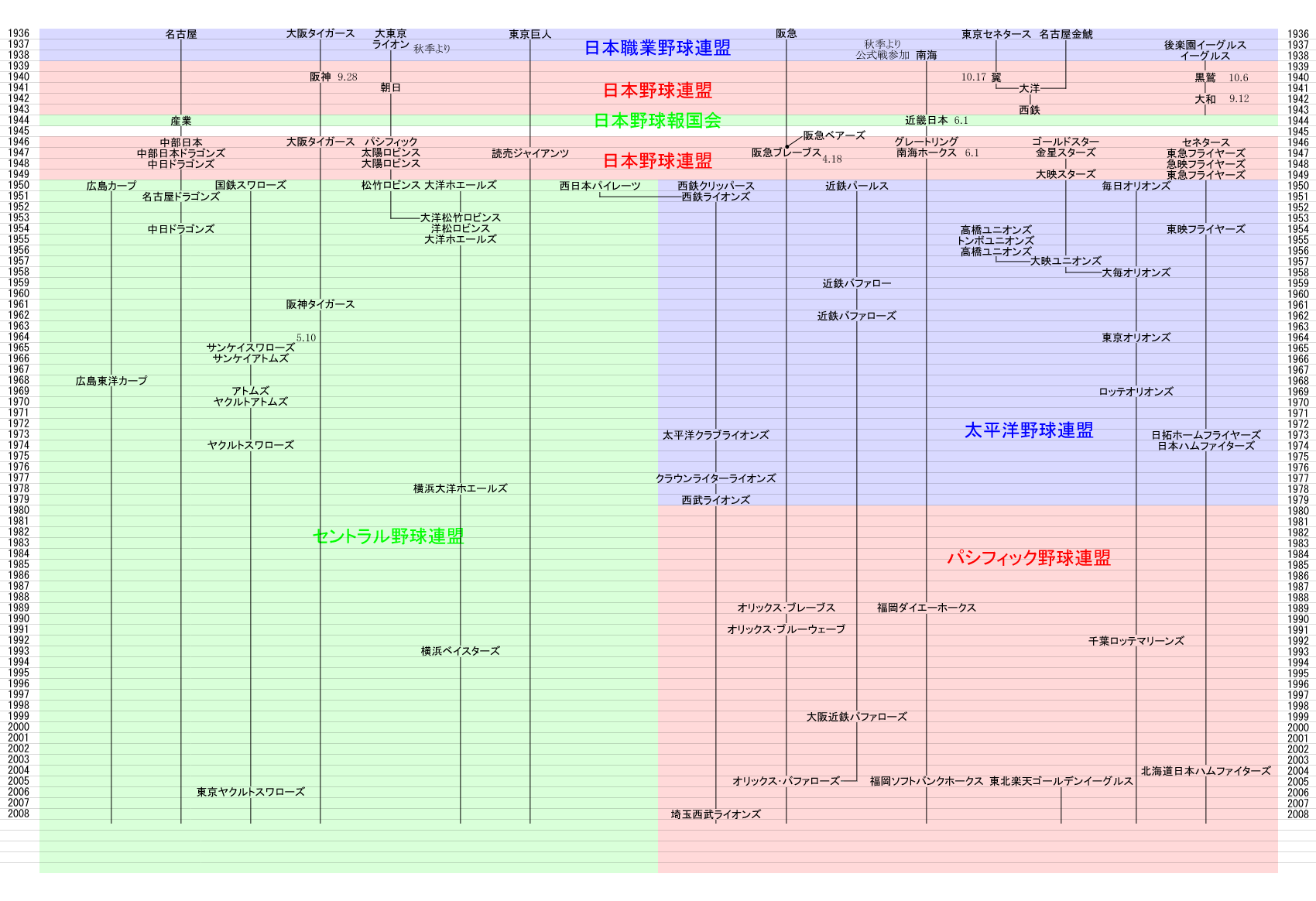
일본야구연맹·일본야구기구 소속 구단의 변천

- 1871년 9월 30일 - 요코하마의 거주 중인 외국인과 미군함 “콜로라도 호”의 승무원 간 야구 경기를 개최, 이 경기가 일본 최초의 야구 경기임.
- 1872년 무렵 - 제1번 중학(第一番中学, 현재의 도쿄 대학)의 외국인 교사인 호레이스 윌슨에 의해 학생들 사이에 야구가 퍼진다.
- 1907년 - 첫 유료 경기.
- 1908년 - 미국의 프로 야구 팀(마이너 리그 베이스볼)의 일본 방문.
- 1909년 - 하네다 구장(羽田球場)을 건설, ‘일본 운동 클럽’(日本運動倶楽部)을 설립.
- 1920년 - ‘합자회사 일본 운동 협회’(合資会社日本運動協会)를 설립, 프로 야구의 시작.
- 1920년 - 일본에서 2번째 프로 야구 팀인 ‘덴슈 야구단’(天勝野球団)을 설립.
- 1920년 - 일본 운동 협회가 (일제 강점기 시대의)조선의 만주로 원정을 떠나서 인기를 받음.
- 1923년 - 간토 대지진의 지진 피해에 의해 ‘일본 운동 협회’, ‘덴슈 야구단’등 두 팀이 해체됨, 일본 운동 협회는 한큐 전철에 의해 ‘다카라즈카 운동 협회’(宝塚運動協会)로 재결성.
- 1929년 - ‘다카라즈카 운동 협회’ 해체.
- 1934년 - ‘대일본도쿄야구클럽’(大日本東京野球倶楽部, 도쿄 교진군(東京巨人軍), 현재의 요미우리 자이언츠)의 설립.
- 1935년 - ‘오사카 야구 클럽’(大阪野球倶楽部, 오사카 타이거스(大阪タイガース), 현재의 한신 타이거스)의 설립.
- 1936년 - ‘일본 직업 야구 연맹’ 설립, ‘대일본야구연맹 나고야협회’(大日本野球連盟名古屋協会, 나고야군(名古屋軍), 현재의 주니치 드래건스), ‘도쿄 야구 협회’(東京野球協会, 도쿄 세네터스(東京セネタース)), ‘나고야 야구 클럽’(名古屋野球倶楽部, 나고야 긴코군(名古屋金鯱軍)), ‘오사카 한큐 야구 협회’(大阪阪急野球協会, 한큐군(阪急軍), 현재의 오릭스 버펄로스), ‘대일본야구연맹 도쿄 협회’(大日本野球連盟東京協会, 다이도쿄군(大東京軍))가 발족, 현재와 같은 페넌트 레이스가 시작됨.

※일본 최초의 전국 규모 사회인 스포츠 리그임.
- 1937년 - ‘고라쿠엔 야구 클럽’(後楽園野球倶楽部, 고라쿠엔 이글스(後楽園イーグルス)) 발족.
- 1938년 - ‘난카이군’(南海軍) 발족.
- 1939년 - 일본 직업 야구 연맹이 ‘일본 야구 연맹’(日本野球連盟)으로 개칭.
- 1944년 - 일본 야구 연맹이 ‘일본 야구 보국회’(日本野球報国会)로 개칭함, 11월 13일부로 활동 중지.
  - 사와무라 에이지 등 많은 야구 선수들이 제2차 세계 대전에 동원됐고 전사자도 나왔음.
- 1945년 1월 1일 - 정월 대회가 간사이 지방에서 개최(1월 5일까지).
- 1945년 11월 6일 - 일본 야구 연맹의 부활을 선언.
- 1945년 11월 23일 - ‘동서대항전’이 개최됨.
- 1946년 3월 27일 - 페넌트 레이스를 재개했으며 1944년 폐지된 등번호가 부활[2]
- 1950년 - 일본 야구 연맹이 센트럴 리그와 퍼시픽 리그로 분열됨.
- 1951년 - 제1회 올스타전을 개최.
- 1952년 - 1948년부터 1949년까지 프랜차이즈 제도를 시범 도입한 뒤 이 해부터 프랜차이즈 제도가[3] 본격적으로 시행됨.
- 1953년 - 8월 23일 NHK가 한큐와 마이니치의 경기를 최초 TV 중계[4]했으며 같은 달 29일 니혼 TV가 민영방송 최초로 프로야구 TV 중계(오사카 대 요미우리)[5].
- 1955년 - 이스턴 리그와 웨스턴 리그가 결성.
- 1961년 - 야나가와 사건(柳川事件)이 발생, 사회인 야구 협회에서 프로 야구 은퇴 선수의 사회인 야구팀 입단을 거부.
- 1965년 - 제1회 드래프트 회의 개최.
- 1969년 - 검은 안개 사건(일본어: 黒い霧事件)이 발생, 가짜 승부(미리 짜놓은대로 승부를 하는 것, 담합이 아님)에 관여했던 선수들이 ‘영구 출장 정지 처분’, ‘장기간 출장 금지’ 나 연봉 감액을 받거나 사실상의 은퇴에 내몰린 사건.
- 1973년 - 닛타쿠홈 플라이어스와 롯데 오리온스의 합병 계획이 일어남(이후에 파담).
- 1974년 - 세이브 기록 항목을 채용.
- 1975년 - 퍼시픽 리그가 지명 타자 제도를 도입.
- 1978년 - 에가와 사건(江川事件) 발생(이른바 "공백의 1일"(空白の一日)), 1978년 드래프트 회의 전날에 요미우리 자이언츠와 입단 계약을 맺은 투수 에가와 스구루의 거취를 둘러싼 사건.
- 1980년 - 일본 프로 야구 선수회가 노동 조합으로 인정됨.
- 1993년 - 역지명제도(逆指名制度)와 프리에이전트 제도(자유계약선수 제도)를 도입.
- 1997년 - 프로 야구 탈세 사건이 발생, 선수 10명이 탈세 혐의로 기소됨.
- 2004년 - 프로 야구 재편 문제가 일어남(이 사건에 의해 9월 18일·19일에 선수회에 의해서 사상 최초로 파업을 하였음).
- 2004년 - 퍼시픽 리그에서 플레이오프 제도를 도입.
- 2005년 - 센트럴·퍼시픽 교류전이 실시됨.
- 2005년 - 도호쿠 라쿠텐 골든이글스가 창단.
- 2006년 - 2006년 월드 베이스볼 클래식에서 프로 야구 선수(일본인 메이저 리거 2명을 제외하고 전원 NPB소속 선수)들로 구성된 일본 대표 팀이 우승을 제패함.
- 2007년 - 뇌물 사건이 발생, 세이부 라이온스와 요코하마 베이스타스가 규칙으로 정해진 금액보다 상당히 큰 금액을 뇌물로 아마추어 선수나 지도자에게 건네주고 있었던 것이 발각된 사건.
  - 센트럴 리그에서도 플레이오프 제도를 도입하여 제1회 클라이맥스 시리즈라는 명칭으로 실시됨.
- 2009년 - 독립 리그인 간사이 독립 리그 발족.
  - 일본 최초로 프로와 대학 선발팀 간의 교류전이 도쿄 돔에서 개최되었다.
- 2010년 - 프로 야구 공식 경기에서 홈런에 대해 비디오 판독이 도입되었다.
- 2011년 - 프로 야구 구단과 대학 야구팀의 연습 경기가 3월과 8월에만 허용되는 것으로 바뀌었다.
  - 프로 야구 12개 구단의 공식 시합구가 통일되었다.
  - 프로 야구 심판원이 통일되었다.
  - 일본 야구 대표팀의 상설화가 결정되었다.
  - 3월 11일 발생한 동일본 대지진의 영향을 받아 당초 3월 25일로 예정되었던 개막일을 양 리그 모두 4월 12일로 연기했다. 또한 4월 2일과 3일의 시범 경기에서 자선 관을 붙여 이틀 간의 여섯 시합에서 합계 6만 명의 관중을 모았다.
- 2012년 - 센트럴 리그도 예고 선발을 도입.
- 2013년 - 2011년부터 동일본 대지진에 의한 전력 부족 대책의 일환으로 시행되었던 3시간 30분 경기 종료 규칙을 폐지하고 시간 제한을 연장 12회로 규정했다.

## 現 시대 프로 야구와 관련된 사건들
- 프로 야구는 제2차 세계 대전 후, 긴 시간 동안 나가시마 시게오와 오 사다하루 등 국민적 인기를 얻은 선수들의 등장도 있었으며, 일본의 스포츠 중에서도 가장 큰 인기를 받으면서 경기당 관객 동원수를 늘려 왔다.
- 1990년대에 들어와 자유 계약 선수제도의 도입이나 드래프트 제도의 변경으로 인해 기존 선수들의 연봉과 신인 선수들의 연봉이 해마다 증가하며 억 단위까지 상승해서 연봉 지급금이 구단 경영을 압박하고 있다. 하지만 연봉의 증가에 관해서는 예전에 일본 프로 야구에 치명타를 준 검은 안개 사건과 같은 가짜 승부를 방지하는 효과도 있기 때문에 이와 같은 문제들을 굳이 문제화 할 수는 없다.
- 메이저 리그로 선수 이적이 자유롭게 되면서 메이저 리그에서 활약하는 선수들이 인기와 관심을 많이 받게 되었다. 반면에 메이저 리그로 선수 유출이 잇따르고 있는 것에 대해 ‘프로 야구계의 공동화(空洞化 : 속이 텅 비게 되는 현상)’, ‘일본 프로 야구의 메이저 리그 2군화’를 걱정하는 소리도 많다.
- 퍼시픽 리그 구단은 전국 TV 중계 방송 수가 센트럴 리그 구단의 중계방송 수에 비해 크게 적기 때문에 사업상 많이 어렵다. 그래서 센트럴 리그 구단에게 현행 양대 리그제에서 단일 리그제로 바꾸는 것과 교류전 개최를 주장해 왔었지만 지금까지 센트럴 리그의 협력을 얻지 못하고 있었다. 2004년에 퍼시픽 리그의 오사카 긴테쓰 버펄로스는 팀 명명권의 매각을 원했지만 타 구단의 반대로 좌절해서 마침내 같은 퍼시픽 리그의 오릭스 블루웨이브와 합병을 교섭하기까지 도달했었다. 이 사건은 일찍이 긴테쓰가 소비자 금융대기업인 "아콤(ACOM)"의 회사 로고를 유니폼에 넣었을 때와, 국제 미디어 기업에서 미국 메이저 리그의 로스앤젤레스 다저스를 매수 할 만큼의 능력이 있는 호주의 뉴스 코퍼레이션이 긴테쓰를 매수한다는 보도가 나왔을 때 외국 자본 기업이나 소비자 금융업에 혐오감을 가지고 있었던 요미우리신문 그룹 본사의 와타나베 쓰네오 회장이 강경하게 반대한 것도 있었으며 긴키 닛폰 철도의 경영난도 일어나는 등 자력 재건을 단념했기 때문에 라고 말해진다. 또, 팬의 지리적 범위가 겹쳐지는 센트럴 리그의 한신 타이거스에게 편향 하는 오사카의 대중 매체의 보도도 영향을 주었다고 여겨진다(합병 교섭 사건에 대해서는 일본의 프로 야구 재편 문제를 참조).
- 2004년에 이시게 히로미치가 입안해서 2005년에 발족한 시코쿠 아일랜드 리그(현·시코쿠 규슈 아일랜드 리그)는 기존의 일본의 프로 야구 리그와는 달리 지역 밀착해서 야구의 보급·활성화를 목적으로 조직 되었다. 시코쿠는 일본에서도 뛰어날 만큼 야구 경기가 번성한 지역이며, 또 일본의 유명한 '하이쿠 짓는 사람'으로서 야구 경기의 소개·보급에 노력한 마사오카 시키(正岡 子規)는 에히메현 마쓰야마시 출신이다(덧붙여 말하면 마사오카 시키가 "Baseball"을 야구라고 번역했다는 설이 일반적으로 알려져 있지만 이 말은 잘못된 것으로서, 본명인 「升(노보루)」에 야구라고 하는 문자를 「노 보루(の ぼーる)」라고 멋부려 부른 것이 사실이다. 그리고 실제로 ‘야구’라고 번역한 것은 주만 가나에이다.
- 이전부터 각 구단과 일본 프로 야구 선수회 등이 해왔던 소년 야구 교실에 참여해서 고교 야구선수에게 프로 야구 선수가 심포지엄 형식으로 기술 지도를 하는 기획이 시작됐다.

## 해외 원정 공식경기
옛날에는 일본 운동 협회와 덴슈 야구단이 1923년에 경성 (현 서울)에서 프로 구단끼리의 해외 경기를 벌이고 있었다.
프로 야구 리그 개시 후, 첫 공식경기로서 해외 원정 개최는 1940년에 벌인 만주 리그전이다. 만주(현재의 중화인민공화국의 동북부지방)에서 9팀이 참여해서 원정길을 떠났다, 7~8월에 걸친 하계 리그 경기(사전의 연습 경기와 오픈전을 포함해서)를 개최했다. 다음 1941년도 개최할 예정이었지만 중일 전쟁의 판국이 악화되어서 취소됐다.
(태평양)전쟁 후로는 1961년 5월 20일에 당시 미국 점령하의 오키나와현의 오노야마 야구장에서 니시테쓰 라이온스 대 도에이 플라이어스와의 경기로서 전쟁 후 첫 해외 원정이 개최되었다(1962년 6월 13일과 6월 14일에 한큐 브레이브스 대 다이마이 오리온스와의 경기도 함께 오키나와 원정에 나섰다).
2002년 5월 14일과 5월 15일에는 대만(중화민국)의 타이베이시에서 후쿠오카 다이에 호크스 대 오릭스 블루웨이브와의 경기가 개최되었다.
2005년에도 대한민국 서울의 잠실 구장과 부산의 사직 구장에서 지바 롯데 마린스 대 후쿠오카 소프트뱅크 호크스와의 경기가 6월 28일과 6월 29일로 예정되어 있었지만, 서울의 잠실 구장이 한국 프로 야구 소속의 LG 트윈스와 두산 베어스의 2개 구단이 본거지로서 사용하고 있어서 비어있는 날짜가 없기 때문에 경기를 열 수 없게 되었다. 대신에 인천의 문학 구장에서 경기하기로 결정했지만 이것도 한국 프로 야구의 인기 침체에 수반되어서 채산이 맞지 않는다고 판단되었다. 동년 3월 9일에 개최 취소를 발표했다(그래서 롯데의 본거지 지바 마린 스타디움에서 개최).

## 같이 보기
- 일본 시리즈
- 일본 프로 야구 명구회
- 명예의 전당
- 쇼리키 마쓰타로상
- 사와무라 에이지상
- 일본여자야구협회